# 中共中央社會部台灣地下工作組織
中共中央社會部台灣地下工作組織，又稱中共中央政治局台灣地工作組織、洪國式小組，是中國共產黨在中華民國臺灣省設立的組織，是中共中央社會部的派出機構，1949年9月由中共中央社會部部長李克農於香港成立，同年12月移轉至台灣。

## 成立背景
第二次国共内战後期中共已渡江，蔣中正下野，整個局勢對中華民國政府非常不利，許多將領、軍閥、學界代表都紛紛倒向中國共產黨，有人預計中共很快就會拿下海南島與台灣島。中共中央華東局、中共中央華中局、中共中央社會部都派遣諜報人員前往台灣，為可能即將到來的對台作戰蒐集軍情及進行策反海陸空軍及官員。中共希望運用原熱河省主席劉多荃的人脈及其子劉全禮潛台期望建立組織擴大情蒐。

## 歷史

### 成立
1938年洪國式經李紹文吸收加入了中共重慶學運小組，受重慶工委書記董必武重用，先後受陳雲、李克農領導，從事敵工活動。根據洪國式所述，毛澤東認為當前要鞏固人民政權有兩個問題亟待解決，一是台灣問題，一是日本問題，即武力解放台灣與將美帝逐出日本，一方面提出「反美」口號爭取下一次大戰的時間，一方面以快速軍事行動解放台灣，中共中央社會部為調查台灣內部海陸空軍狀況，派遣洪國式來台，並運用熱河省主席劉多荃在台灣的黨政人脈，打入中華民國政府中央。

### 主要工作
敵軍工作方面（敵工）：首先為了反美國的介入，須徹底調查國民政府與美日的「勾結行為」。其次由於空軍是最新的組織，也是蔣系中最年輕的派系，中共中央認為應積極策反空軍。解放台灣為海空立體作戰，必須以海空軍為最積極滲透之目標。因此，調查海空軍基地、調查海岸的重要地誌、港口水深、防禦工事等，並設法調查國特打入中共的特工政策等。
群眾工作方面（群工）：由於台灣沒有太多群眾運動經驗，長期受到殖民缺乏鬥爭意識，不易掀起大規模農民、工人、學生運動，動搖軍心。但三大戰役後，台灣各界人士普遍動搖有利中共，可利用此點擴大組織。另外，國民政府對入台的封鎖管制，造成情報中斷問題，須建立電台，利用東北局冀察熱遼邊區發動來台的工作關係。
1949年9月李克農派遣洪國式前往香港成立中共中央社會部台灣地下工作組織，設立香港聯絡處，直屬中共中央社會部部長李克農 。

### 組織架構
中共中央社會部台灣地下工作組織負責人洪國式，下轄敵工、交通、情工三個核心組織，另有一北方企業行作為財務來源。
敵工組
- 楊文亮，保密局運作人員，打入組織內部，造成洪國式小組瓦解。
- 胡玉麟，中共東北局薛德文吸收之空軍人員。
- 錢汾，劉多荃秘書，洪國式欲運用打入空軍。

交通組
- 劉光典，洪國式在東北發展之組織成員，往來港台，負責交通工作。

情工組
- 劉全禮，前熱河省主席劉多荃長子，東南長官公署三處二科上尉參謀。提供作戰情報。
- 郭秉衡，台灣省保安司令部政工處中校科員，提供本島及澎湖交通網花蓮港資料。
- 張禮大，基隆市政府秘書，提供基隆關務資料。
- 王平，台北氣象所技士，將氣象電碼交郭秉衡。
- 鄒曙，掃蕩報記者，負責蒐集情資擴大組織。
- 華震，洪國式舊部，負責調查沿海兵工地界，擴大組織。
- 江德興，健元醫院院長，華震要求探查台中港區資料。
- 陳琦，保密局直屬組員，透過楊文亮打入組織內部，造成洪國式小組瓦解。

北方企業行
- 劉天民，北方企業行總經理，經營地下錢莊。

### 發展經過
1949年9月李克農派遣洪國式前往香港成立中共中央社會部台灣地下工作組織，1949年12月12日洪國式抵達台灣，聯繫東北起意空軍薛德文同學楊文亮，並找到劉多荃秘書錢汾，及劉全禮，透過劉全禮獲得東南區陸海空軍兵力部署情形。
洪國式自港來台時一同入台的郭秉衡、鄒曙、華震、劉光典都是東北時的舊關係，並安排劉光典擔任交通員，往返港台傳遞情報。郭秉衡發展張禮大、王平加入組織，提供基隆關務資料與氣象電碼、氣象相關情報。華震姊夫劉天民開立北方企業行提供資金，華震並吸收健元醫院院長江德興加入，洪國式計畫透過江德興成立電台。

### 解散
1949年11月，國防部保密局接獲香港組及台灣省諜報組織查報，中共為加緊攻台之準備，派遣幹員潛台活動，於1949年12月偵悉洪國式自港來台曾於空軍新生社探詢楊文亮之所在，遇保密局人員包文有，包文有見其面生言語唐突，即向臺灣省保安司令部報告，臺灣省保安司令部於是派遣陳琦、包文有、楊文亮與洪國式接觸。探得該組織內部情資後於1950年2月28日，在台北車站假裝查驗遊民身份之名，將洪國式等十餘人帶往警局詢問，並假借洪身分不符需人作保，得郭秉衡、鄒曙之情資，爾後復以需要行賄方得放人引誘其供出多人。1950年3月1日在台北、基隆、台中將其餘人逮捕歸案，僅劉光典逃亡。中共中央社會部台灣地下工作組織洪國式小組宣告瓦解。

## 相關案件
中共中央社會部台灣地下工作組織成員劉全禮、郭秉衡、張禮大、王平、鄒曙、華震、劉天民、江德興、胡玉麟共九人均遭逮捕。
1958年洪國式奉准自新，派往新生訓導處擔任教官，兩年後返回台灣島，1961年被發現陳屍淡水河畔。劉光典則與王耀東、葉城松、胡滄霖等人逃到台南，劉光典與王耀東躲藏內門溝坪山區地穴中，1954年胡滄霖遭逮捕後供出劉光典與王耀東等人行蹤，王耀東與劉光典被判處死刑。